# Dave Sanders
William David "Dave" Sanders (22 de octubre de 1951 - 20 de abril de 1999) fue un profesor de computación y negocios estadounidense que falleció durante la masacre del Instituto Columbine, acontecida el 20 de abril de 1999, en Columbine, Colorado, siendo el único maestro y el único adulto en ser asesinado. Sanders era, además, entrenador del equipo femenino de baloncesto y de sóftbol. 
El día de los hechos, cuando Eric Harris y Dylan Klebold abrieron fuego en las afueras de la cafetería, Sanders, al notar que varios estudiantes se precipitaban hacia la ventana al oír los disparos, se asomó también y vio a los dos chicos armados, por lo que, ayudado por dos intendentes del instituto, dio la alarma a los demás estudiantes. En ese momento la cafetería se encontraba rebosante de estudiantes y personal (al menos unas 480 personas), por lo que inmediatamente les indicó a los chicos varias salidas por donde podrían ir a ponerse a salvo. Gracias a su accionar se salvaron muchas vidas, pues la cafetería ya estaba casi vacía para cuando los tiradores entraron. Las grabaciones del asalto a la cafetería muestran a Sanders corriendo escaleras arriba en lo que serían sus últimos instantes con vida.
Sanders se encontraba en uno de los  pasillos del colegio ayudando a otros alumnos a esconderse en los salones cuando fue alcanzado por al menos dos disparos por la espalda perpetrados por Eric Harris, según la versión oficial de los hechos. Fue herido en el torso, cabeza y cuello, por lo que comenzó a sangrar abundantemente. Fue auxiliado por un alumno y un profesor, que lo llevaron a un aula de ciencias cercano. Según los testimonios, Sanders logró entrar por su propio pie pero se desmayó al instante. Una alumna, Deidra Kucera, pegó en una ventana el ya famoso cartel que decía "1 bleeding to death" ("1 se está desangrando"); sin embargo, el mensaje no era muy claro y estaba posicionado donde nadie alcanzaba a verlo. Los jóvenes llamaban una y otra vez a emergencias pero les contestaban que los equipos de rescate ya estaban allí, algo que era cierto, pero estos no habían podido entrar aún. Una vez que los equipos SWAT entraron en el instituto no lograron dar con la ubicación de Sanders a tiempo y cuando por fin llegaron al aula, Sanders ya había muerto por pérdida de sangre a pesar de sus intentos por salvarlo. Según las personas que lo acompañaron, sus últimas palabras fueron: "Dile a mi familia que los amo."
Tras los sucesos de Columbine, Sanders fue reconocido como un héroe por sus estudiantes, familiares y amigos. Recibió varios reconocimientos póstumos, como el premio Arthur Ashe al Valor; además, el campo de softbol del instituto y una beca escolar fueron bautizados con su nombre. 
Dejó una esposa, Lisa, cuatro hijos y cinco nietos.
En su funeral, su hija Ángela dijo: "Lo que hiciste el martes fue un enorme acto de heroísmo, a pesar de que fuiste herido te mantuviste fuerte, siendo la persona valiente y altruista que conocíamos."
Dave fue enterrado en el Littleton's Chapel Hill Memorial Gardens, junto a otras víctimas de la masacre como Rachel Scott y Cassie Bernall.

## Libros
- Dave Sanders: Columbine Teacher, Coach, Hero